# Muse, Myanmar
Muse är en kommun i Myanmar. Den ligger i regionen Shanstaten, i den nordöstra delen av landet vid gränsen till Kina och floden Shweli.